# Världsmästerskapen i orientering 2024
Världsmästerskapen i orientering 2024 avgjordes mellan den 12 och 16 juli 2024 i Edinburgh, Skottland.

## Program
| Datum   | Gren             | Plats     |
| ------- | ---------------- | --------- |
| 12 juli | Sprint           | Edinburgh |
| 13 juli | Vilodag          | Vilodag   |
| 14 juli | Sprintstafett    | Edinburgh |
| 15 juli | Vilodag          | Vilodag   |
| 16 juli | Knock-out sprint | Edinburgh |

## Medaljsummering

### Medaljtabell
| Nr                  | Nation              | Guld | Silver | Brons | Totalt |
| ------------------- | ------------------- | ---- | ------ | ----- | ------ |
| 1                   | Sverige             | 3    | 1      | 2     | 6      |
| 2                   | Schweiz             | 2    | 2      | 2     | 6      |
| 3                   | Norge               | 0    | 1      | 1     | 2      |
| 4                   | Finland             | 0    | 1      | 0     | 1      |
| Totalt (4 nationer) | Totalt (4 nationer) | 5    | 5      | 5     | 15     |

### Damer
| Gren            | Guld                       | Guld  | Silver                   | Silver | Brons                    | Brons |
| Sprint          | Tove Alexandersson Sverige | 16:14 | Simona Aebersold Schweiz | 16:29  | Natalia Gemperle Schweiz | 16:33 |
| Knockout-sprint | Tove Alexandersson Sverige | 9:05  | Karolin Ohlsson Sverige  | 9:10   | Simona Aebersold Schweiz | 9:11  |

### Herrar
| Gren            | Guld                   | Guld  | Silver               | Silver | Brons                      | Brons |
| Sprint          | Martin Regborn Sverige | 15:58 | Tino Polsini Schweiz | 16:21  | Emil Svensk Sverige        | 16:25 |
| Knockout-sprint | Ricardo Rancan Schweiz | 7:35  | Jørgen Baklid Norge  | 7:36   | Jonatan Gustafsson Sverige | 7:37  |

### Sprintstafett
| Event         | Guld                                                                 | Guld  | Silver                                                          | Silver | Brons                                                                                     | Brons |
| Sprintstafett | Schweiz Natalia Gemperle Ricardo Rancan Joey Hadorn Simona Aebersold | 58:43 | Finland Maija Sianoja Miika Kirmula Toumas Heikkila Venla Harju | 59:22  | Norge Viktoria Haestad Bjørnstad Eirik Langedal Breivik Kasper Fosser Andrine Benjaminsen | 59:46 |